# France Gall
France Gall, rojena kot Isabelle Genevieve Marie Anne Gall, francoska pevka, * 9. oktober 1947, Pariz, Francija, † 7. januar 2018, Neuilly-sur-Seine, Francija.

## Življenjepis
France Gall izhaja iz glasbene družine; njen oče je pisal šansone, med drugim tudi za Charlesa Aznavoura in Edith Piaf. S podporo staršev je že pri 15 letih posnela prvi album ter si tedaj nadela nadimek France Gall. Že njen prvi singel Ne sois pas si bête je bil velika uspešnica. 
Leta 1965 je s pesmijo Poupée de cire, poupée de son zastopala Luksemburg na Pesmi Evrovizije ter zmagala. 
Po zelo uspešni karieri v Franciji je med letoma 1966 in 1972 delala zlasti v Nemčiji, kjer je snemala plošče v nemškem jeziku. Njena najuspešnejša pesem v nemščini je bila Ein bißchen Goethe, ein bißchen Bonaparte.
Leta 1988 je posnela pesem Ella elle l´a, nekakšno hvalnivo jazzovski pevki Elli Fitzgerald, s katero je požela zelo velike uspehe. 
Leta 1974 je spoznala skladatelja Michela Bergerja, s katerim se je kasneje poročila. Z Bergerjevimi produkcijami je France Gall ponovno dosegala velike glasbene uspehe v Franciji. Leta 1992 je France Gall ovdovela. Po izdaji albuma France (1995) se je umaknila iz javnega življenja.

## Diskografija (izbor)

### Singli
- Ne sois pas si bête (1963)
- Laisse tomber les filles (1964)
- Sacré Charlemagne (1964)
- Poupée de cire, poupée de son (1965)
- Attends ou va-t'en (1965)
- Baby pop (1966)
- Les sucettes (1966)
- Bébé requin (1967)
- Toi que je veux (1967)
- A Banda (1968)
- L'orage (La pioggia) (1969)
- Ein bißchen Goethe, ein bißchen Bonaparte (1969)
- Mais, aime la (1974)
- La déclaration d'amour (1975)
- Comment lui dire? (1975)
- Musique (1977)
- Viens je t'emmène (1978)
- Besoin d'amour (1978)
- Donner pour donner (z Eltonom Johnom, 1980)
- Il jouait du piano debout (1980)
- Tout pour la musique (1981)
- Débranche (1984)
- Hongkong star (1984)
- Calypso (1985)
- Babacar (1987)
- Ella, elle l'a (1987)
- Évidement (1988)
- Papillon de nuit (1988)
- Laissez passer les rêves (1992)
- Mademoiselle Chang (1993)
- Paradis blanc (1994)
- Les princes des villes (1994)
- Privée d'amour (1996)
- Message personnel (1996)

### Albumi
- France Gall (1975)
- Dancing disco (1977)
- France Gall Live »Théâtre des Champs-Élysées« (1978)
- Tout pour la musique (1981)
- France Gall Live »Palais des Sports« (1982)
- Débranche (1984)
- Babacar (1987)
- Le Tour de France 88 (posnetki v živo, 1988)
- France Gall Compilation (1988)
- Double jeu (z Michelom Bergerjem 1992)
- L'intégrale Bercy »France Gall - Simple je« 2CD (posnetki v živo, 1994)
- France (1995)